# Юньга
Юньга́ (рос. Юньга, удм. Юньга) — присілок у складі Каракулинського району Удмуртії, Росія.
Населення — 17 осіб (2010; 27 у 2002).
Національний склад:
- росіяни — 85 %